# Pison
Pison (лат.) — один из крупнейших родов песочных ос из подсемейства Crabroninae (триба Trypoxylini). Около 200 видов.

## Распространение
Всесветное. В Европе около 4 видов. Для СССР указывалось 7 видов. В Неотропике 44 вида, в Афротропике 21 вид, в Китае 10 видов, в Австралии 163 вида.
В Палеарктике 11 видов, в России 6 видов.

## Описание
Мелкого и среднего размера коренастые темноокрашенные осы с сидячим брюшком (4—15 мм). Гнёзда в готовых полостях (ходах ксилофагов, в ветвях) или из глины. Ловят пауков. Внутренние края глаз окаймлённые килем, место при крепления усиков соприкасается с фронтоклипеальным швом. Крылья с 2 или 3 субмаргинальными (радиомедиальными) ячейками, вторая из которых стебельчатая и двумя дискоидальными ячейками.

## Систематика
Около 200 рецентных видов и около 7 ископаемых. Относится к трибе Trypoxylini Lepeletier, 1845.
- Pison aberrans Turner, 1908
- Pison abductor Pulawski, 2018
- Pison acutum Pulawski, 2018
- Pison adnyamathanha Pulawski, 2018
- Pison angulare Pulawski, 2018
- Pison angustivertex Pulawski, 2018
- Pison antennatum Pulawski, 2018
- Pison argentifrons Pulawski, 2018
- Pison argyrotrichum Pulawski, 2018
- Pison aridum Pulawski, 2018
- Pison aterrimum Pulawski, 2018
- Pison austrinum Pulawski, 2018
- Pison areniferum Evans, 1981
- Pison atrum (Spinola, 1808)
- Pison auratum Shuckard, 1838
- Pison aureosericeum Rohwer, 1915
- Pison aurifex Smith, 1869
- Pison auriventre Turner, 1908
- Pison barbatum Evans, 1981
- Pison basale Smith, 1869
- Pison caliginosum Turner, 1908
- Pison carinatum R. Turner, 1917
- Pison ciliatum Evans, 1981
- Pison congenerum Turner, 1916
- Pison decipiens Smith, 1869
- Pison deperditum Turner, 1917
- Pison difficile Turner, 1908
- Pison dimidiatum Smith, 1869
- Pison dives Turner, 1916
- Pison erythrocerum Kohl, 1884
- Pison erythrogastrum Rohwer, 1915
- Pison exclusum Turner, 1916
- Pison exornatum Turner, 1916
- Pison exultans Turner, 1916
- Pison fasciatum (Radoszkowski, 1876)
- Pison fenestratum Smith, 1869
- Pison festivum Smith, 1869
- Pison fraterculus Turner, 1916
- Pison fuscipenne Smith, 1869
- Pison glabrum Kohl, 1908
- Pison icarioides Turner, 1908
- Pison ignavum Turner, 1908
- Pison inconspicuum Turner, 1916
- Pison infumatum Turner, 1908
- Pison iridipenne Smith, 1879
- Pison lutescens Turner, 1916
- Pison mandibulatum Turner, 1916
- Pison marginatum Smith, 1856
- Pison melanocephalum Turner, 1908
- Pison meridionale Turner, 1916
- Pison noctulum Turner, 1908
- Pison peletieri Le Guillou, 1841
- Другие виды